# Интелигентен дизайн
Интелигентният дизайн e псевдонаучно твърдение, че „някои белези във Вселената и живите организми се обясняват най-добре чрез интелигентна причина, а не общоприетите от научния свят процеси като естествения отбор“. Това твърдение е съвременна форма на традиционни теологични аргументи за съществуването на Бог, видоизменени с цел да се избегне споменаването на природата или разкриване на идентичността на дизайнера. Най-важните привърженици на ИД, всички свързани с Институт Дискавъри  вярват, че дизайнерът е християнският Бог. Защитниците на ИД твърдят, че интелигентният дизайн е научна теория и правят опити да дадат ново определение за това какво е наука, като включат в него свръхестествени обяснения.
Съществува недвусмислен консенсус сред научната общност, че интелигентният дизайн няма научна стойност, а представлява псевдонаука. 